# Sophronica allardi
Sophronica allardi là một loài bọ cánh cứng trong họ Cerambycidae.